# Nemapogon flavifrons
Nemapogon flavifrons är en fjärilsart som beskrevs av Petersen 1959. Nemapogon flavifrons ingår i släktet Nemapogon och familjen äkta malar. Inga underarter finns listade i Catalogue of Life.